# The Elder Scrolls III: Morrowind
『The Elder Scrolls III: Morrowind』（ジ・エルダー・スクロールズ スリー・モロウウィンド）とは、Bethesda Game Studiosが開発しベセスダ・ソフトワークスとユービーアイソフトが発売したオープンワールドのファンタジーアクションロールプレイングビデオゲーム。
『The Elder Scrolls II: Daggerfall』の次作で『The Elder Scrolls IV: Oblivion』の前作である、 The Elder Scrolls のゲームシリーズの第3作目である。2002年に北米で Microsoft Windows と Xbox 版がリリースされた。高い評判と批判を受けながら400万以上も売り上げ、PC用の2つの拡張パック『Tribunal』と『Bloodmoon』を生み出し、(Game of the Year を含む) 60以上の賞を受賞したゲームである。この2つの拡張パックは最終的に、2003年10月30日に『Morrowind: Game of the Year Edition』として3つのソフトすべてを含むフルセットとしてPC版とXbox版で再パッケージされて出荷された。2014年3月現在同ゲームの日本語版の発売などの発表は公式にはなく、現時点では発売される予定はない。
主要なストーリーはタムリエル大陸の北東に位置するモロウウィンド地方の島ヴァーデンフェルで起こる。
主要なクエストは、帝国からのモロウウィンド解放を目論む神ダゴス・ウルに関わっている。『Morrowind』は、前作よりもそれほどゲームの本筋に重点を置かない、終わりのないフリーフォームのゲームプレイのスタイルを考慮して設計された。

## ゲームプレイ

### キャラクターの作成
『Morrowind』 は、投獄されたプレイヤーキャラクターが放免のために船で Morrowind へと辿り着くところから始まる。囚人としてのスタートは The Elder Scrollsメインシリーズで共通した最初の1コマでもある。
囚人の釈放を描く評判の高いチュートリアルはキャラクターの作成プロセスを経てプレイヤーを動かしている。プレイヤーは、引き続いて囚人仲間、船長などの他に、自由市民としてプレイヤーを登録するために役人などから質問を受ける。その過程で、プレイヤーキャラクターの名前、種族、性別、クラス、Birthsign を選択する。これらはプレイヤーの能力値、スキル、アビリティに影響する。「ウルティマ」シリーズに逆行して、プレイヤーは自分のクラスを決定する一連の質問に答える機会がある。

### スキルシステム
プレイヤーキャラクターのスキルの熟練は実践、トレーニング、学習のいずれかで増加する。実践は、徐々にキャラクターのスキルの熟練を増大させる、与えられたスキルに関連付けられた特定のアクションを実行することである。実践として、武器のスキルの上昇にはそれに相応しい武器で敵を攻撃する必要があり、防具のスキルはそれ相応の種の防具を着用しているときに攻撃される必要がある。トレーニングはNPCにお金を支払うことで直ちにスキルの熟練を上昇させることができる。学習ではゲーム内で見つかる、読むと直ちにスキルが上昇する本を読む必要がある。兵器系のスキル (すなわち、Short Blade, Long Blade, Axe など) はキャラクターの命中率に影響する。Armor (防具) のスキル (すなわち、Heavy Armor, Light Armor, Unarmored など) は防具の防御力に影響する。他のスキル (すなわち、Alchemy, Athletics, Security) はポーション作成、ランニング、鍵開けなどのようなその他のアクションの熟練に影響する。
前作『Daggerfall』同様、『Morrowind』は"attributes"(能力値)と"skill"(スキル)とを差別化している。スキルには個々の戦闘の School (流派) や特定のArmor クラスの熟練が存在し、Attribute には、例えば "Strength" や "Endurance" などのように、スキルから切り離された重要な特徴 (すなわち、ヒットポイント、回避のチャンスなど)に関係しているものあるいは、多種多様なスキルを改善するものの幅広い熟練が存在する。Strength は、例えばプレイヤーキャラクターによる物理的な一撃のダメージを改善する。
プレイヤーは、"major"と"minor"スキルとしてリストアップされた予め決められたスキルのレベルを10回上昇させることでキャラクターをレベルアップさせることができる。プレイヤーが自分のキャラクターをレベルアップさせる毎に、プレイヤーはさらに3つの上昇させたい Attribute を選択できる。プレイヤーは、上昇させたい Attribute に合わせて乗数を増やす特定のスキルレベルを伸ばして、スキルセットに関連している上昇させたい Attribute を改良できる。

### 戦闘
PCでは、非常にシンプルな攻撃 chop は左クリックで実行できる。わずかに複雑な slash と thrust (突き) は方向キーを押しながらクリックすることで実行できる。これらの3つ攻撃方法は近接武器によって潜在的なダメージが異なるが、設定で "always use best attack" のオプションを選択して自動的に最適な攻撃方法で標的を攻撃することもできる。レビュワーは最高の武器を使って3種類の攻撃を選択できることに殆ど価値を見出すことはなく、"always use best attack" のオプションを推奨した。各戦闘のスキルに適用される隠れた数値修正は攻撃が命中するかどうかを決定する。ゲームのオリジナルリリースでは、プレイヤーには敵の Health の残量もプレイヤーの攻撃の強度も表示されなかった。レビュワーは欠乏感を感じ、より視覚的なフィードバックを求めた。Bethesda は結局、『Morrowind』の発売一ヶ月後に敵の Health バーを追加したパッチ 1.1.0605 をリリースした。

### フリーフォームのデザイン
『Morrowind』は、プレイヤーの行動の限界の制限を小さくした完全にフリーフォームな世界を確立しようと試みているThe Elder Scrollsシリーズで前作から確立された伝統に従っている。ゲーム開始時点から、プレイヤーはメインクエストに従う必要なく散策、窃盗、クエスト、探検をすることができる。リードデザイナーの Ken Rolston は
『Morrowind』のリリースに前に、彼の考える「他のゲームからかけ離れた設定」でElder Scrollsシリーズの「コアで触れてはならない要素」は何かと尋ねられると、「フリーフォームの体験」だと即答した。Rolston の見解によれば、ゲームの重要な筋は、プレイヤーの体験に第一のフォーカスを当てることよりも、プレイヤーを相反する派閥、背景の主題、ゲームのキャラクターへの交差する流れに図らずも取り込むことだという。「すべてのTESゲームはあなたがなりたいキャラクターであなたがしたいことができるようにあなたに作らせられなければならない。我々はいまだかつて TES RPG で強制的にあなたを特定のキャラクターにさせて特定の道を歩かせたことがない。」
多数のメインクエストの作成に加えて、『Morrowind』でこの振る舞いを可能にすることは、ほんの小さな探検で見つかるサイドクエストに加えいくつものギルド、宗教団体、貴族の一族を含むさまざまな派閥のきめ細かいとりとめのないクエストの提供を実現している。本筋自身ですら、さまざまな形で始めることができる。評論家 Craig Lindley の発言によると、「主要な筋の非常に特異的な集合はこの本筋を示している。しかしこの構想は半順序的である。7つの高レベルのタスクを完了しなければならないが、それらを構成するサブタスク…は任意の順で完了できる。そしてこれはこれらサブタスクの中にある一つのサブタスクに対して繰り返されている。」という。プレイヤーがこれらのタスクの演技を選択することは、プレイヤーが新たに作った同一性を確立するドラマチックな手段の舞台でそのキャラクターを演出する方法になる。
Gamasutraの Matt Barton の言うところによれば、プレイヤーが自分のプレイでより創造的な役割をしプレイヤー自身が「正しい」アクションの決定を任せる、初代の「ダンジョンズ&ドラゴンズ」の卓上用ゲームに非常に近い気質を『Morrowind』に取り入れていると数人が主張しているという。これは「すべてのTESゲームのゴールとは、コンピュータ上でペンと紙でプレイするテーブルトークRPGと似ているものを作ることである。」と述べている Rolston と似ている見解である。非常に多くのクエストがあることの可能性は、同時に本筋に満足しないという多くの批判を残し「物語の切迫感」に欠けていることを開発者 Ken Rolston に 認めさせるに至った。 Ken Rolston は後にこのゲームのメインクエストは、シリーズのフリーフォームのデザインを失うことなく後継者『The Elder Scrolls IV: Oblivion』が身につけたより大きな影響力を授かったかもしれない、しかもそのようなものは『Morrowind』のリリース以前に取り組まれることはなかったと述べている。

## 構想
『Morrowind』が多くのクエストとストーリー展開を持つ一方で、主要な物語の構想は Dunmer の英雄 Indoril Nerevar の生まれ変わりを中心に展開する。"The Nerevarine" と呼ばれた Nerevar の転生は、邪悪な神性 Dagoth Ur とその信奉者の残党の台頭に対抗し打ち倒すと予言されている。この信奉者達は "The Sixth House" という名の禁断の派閥に包囲され、主としてゲームの舞台となる島 Vvardenfell の中心にある Red Mountain の火山地帯に定住している。巨大な力を持つアーティファクト Heart of Lorkhan を使用した Dagoth Ur は不死身になりスパイ網のほかに Heart of Lorkhan を備えた護衛を課されている膨大なゴーレムを使って Imperial の占領軍を Morrowind から追い出す方法を探している。
主人公が夢の中で嵐と奇妙な幻覚を見た後、プレイヤーは本土の監獄から船で Seyda Neen と呼ばれる町にやってきて、現在の Tamrielic Empire の支配者 Emperor Uriel Septim VII の裏工作によって解放されるところから始まる。同時にプレイヤーは皇帝と帝国を守る任務を課された秘密の集団 Blades のメンバーである  Caius Cosades と出会う任務を与えられる。
Cosades は皇帝の命令の下でプレイヤーを Blades に就任させ、世慣れた Vvardenfell 市民の蒸発と、特に Sixth House と Ashlander の Nerevarine の予言の驚くべき新事実を暴くためにさまざまなクエストをプレイヤーに課す。The Sixth House と Dagoth Ur がプレイヤーの精神に侵入しようとする企みも含め一般庶民の夢に影響を及ぼしていることが後に明らかにされる。
Ashlands に住む遊牧民 Ashlander の予言では、Nerevar の生まれ変わりが7つの予言を全うすると予言している。最初の2つの予言は Nerevarine が不確かな両親からある日生まれてくることと Corprus disease を治療できることだという。これらを全うするプレイヤーは、身につけようとしたものを即死させた Nerevarine が身に付ける象徴的な指輪 Moon-and-Star を見つける第3の予言を達成しようとする。プレイヤーが指輪を見つけて装備すると
古代の Dawn and Dusk の  Daedric Princess である Azura からプレイヤーは Nerevar の生まれ変わりだという展望を得る。Nerevarine は一つの旗の下に Great House と Ashlander らを再結集させる第4、第5の試練を完了する。
Great House と 遊牧民の Ashlander の部族 の "Nerevarine" のサポートを受け "Hortator" を宣言された後、プレイヤーは不詳不詳でありながらも、普段は Nerevarine を自称する者を迫害し死刑を宣告している Tribunal Temple によって正式に "Nerevarine" と呼ばれるようになる。
Nerevarine は Red Mountain の中心にある Dagoth Ur の本拠地への襲撃について話しあうために、詩人で神君主の Vivec の宮殿に招かれる。Vivec は 'Sunder' と 'Keening' の道具として使える古代の Dwemer のアーティファクトのガントレット Wraithguard をプレイヤーに与える。その古代の道具は伝説的な Heart of Lorkhan を破壊するが、Wraithguard の装備なくしては、それを振り回す者に致命的な打撃を与えてしまう。
プレイヤーは Dagoth Ur の要塞へ向かうために Red Mountaion へ赴く。Nerevar の最後の命令に従っているにすぎないと主張し、プレイヤーを自分の味方にしようと惑わす Dagoth Ur と話した後、プレイヤーと Dagoth Ur は戦う。Dagoth Ur を負かしたプレイヤーは Dagoth Ur の力の源を破壊し彼を殺すことができる Kagrenac's Tools で Heart of Lorkhan を破壊する。Lorkhan の心臓が宿る Akulakhan's Chamber が破壊され、 Red Mountaion を覆っていた Blight が取り除かれ The Sixth House が滅びる。部屋から脱出後、Nerevarine は予言の全うに尽力した報酬をプレイヤーに与える前に姿を現した Azura から祝辞を受ける。
メインクエストの完了後もゲームは終わらない。Vvardenfell は多岐にわたる方法でどんなふうにでも影響を受ける。島を疫病にかからせる Blight Storm が止み、意志の弱い Sixth House の信奉者達は自身らが見た苦難を忘れたまま再び目覚める。Nerevarine を苦しめた Dreamer は黙りこみ、Nerevarine は Vvardenfell の救世主として世に知られるようになる。Dagoth Ur の打倒の真髄を現した結果は、Heart of Lorkhan の破壊であった。その心臓と結ばれていた不死身が起因して、Vivec と Tribunal は再び死を免れることができない体に戻った。
問題になっている Vivec の今後を任せ、彼の運命を決めるのはプレイヤー次第となった。Tribunal で失われた神性はゲームの拡張 "Tribunal" の中心的なコンセプトである。以来、主人公は大陸 Akavir を探検していると噂されている。

## 設定
『Morrowind』は『Daggerfall』と『Arena』に描かれる西と南にある典型的な「ヨーロッパの」土地とはほど遠い Dunmer の Morrowind 地方にある島 Vvardenfell で起こる。グラフィックの改良とともに、『Morrowind』とシリーズの以前のゲームとの間にある明らかな違いのひとつは、前作よりも非常に小さなエリアで起こることである。『Arena』で は探検可能なエリアとして Tamriel 全土が主役、『Daggerfall』では Tamriel の2つの地方 Hammerfell と High Rock の一部を非常に広大にした世界になっている一方で、『Morrowind』は、Morrowind の地方にある「比較的小さい」Vvardenfell の島のみを舞台としている。その変更は、ゲームの中でより詳細に変化に富むように特徴づけるために開発者側が意識して選択した結果であった。『Daggerfall』と『Arena』のダンジョンがランダムに自動生成されていたのに対し、『Morrowind』の各エリアは特にきめ細かく各々の項目が特異的に配置されていた。結果として、批評家は概して、『Morrowind』が「膨大な」ゲーム世界の知覚をやり通したことでゲーム世界の多様性に感銘を受けた。ゲームのエリアは『Tribunal』の拡張では Morrowind の本土にある Mournhold にまで拡大し、『Bloodmoon』の拡張では Vvardenfell の北西にある Solstheim の島にまで拡大している。
『Morrowind』の開発者は、普通の中世ヨーロッパ風の舞台のファンタジーゲームを開発するよりも、エジプト、日本、特に Balmora の Hlaalu の建築様式に大きな影響を与えたイスラーム建築の中東の文化の要素を取り入れた、より幅広い路線を選択した。製作総指揮者トッド・ハワードは背景として Morrowind を活用することはゲームのスタイルの開発になくてはならないものと考えていた。
部分的には、シリーズ中の初期の作品への親しみを保ってファンタジーの特色をよく示している中世風の Imperial の文化的要素がある一方で、『Morrowind』のダークエルフの舞台は「伝統的なファンタジーの設定には見られない文化と場所を作ることに新たな道を開いた」。開発チームはゲームに影響を与えたものとして特にリドリー・スコットの映画『グラディエーター』、ハイ・ファンタジー、『ダーククリスタル』、英雄コナンも称賛している。
ゲームでは (スクロールを除き) 300以上の書物が登場する。編集テキスト量は紙でおよそ1200枚程であった。『PC Gamer』はゲーム内のテキストは6冊の標準サイズの小説と同等の重さがあると測定した。これら多くの書物が長編連続小説を提供しゲームの背景と歴史としてヒントを提供している。批評家の一人 Phillip Scuderi はの多量の文学の豊富さとして『Morrowind』を忘れることはないという。彼によるとゲーム内の文学作品とそれをゲームで一体化することは『Morrowind』の「もっとも独創的でゲームの歴史への貢献を存続させ」、史上もっとも重要なゲームの一つとして「プレーンスケープ トーメント」の傍らに位置しているという。そのようなテーマは、プレイヤーのその世界との付き合いの大部分を形成する書物とともに「固有の歴史がある世界」と平行したダンジョンクローリングの感触と同時に進行に「配慮した」ストーリーの基礎を築いた RPGamer (RPGamer)  の Joseph Witham のような他者のゲームへの反響にも影響を与えている。このゲームの書物の大部分が『Oblivion』でも再登場している。
ゲームは気候風土、植物相とある程度の動物相の面でかなりたくさんの地理的な変化に富んでいる。その上、島の一部に相違のある独自性を加味したものを組み合わせたゲーム内の人々との間の政治的かつ文化的な多様性にも富んでいる。それに加えて、ストーリーをある程度奥深くしているだけでなくさらなる探検の選択肢も与えている考古学的様相も存在する。また、視界をある程度高める「晴れた昼／夜」のエフェクトとは反対の霧や粉塵のような視界を制限するものにも多数の種類が存在する。
ゲーム内の探索は主として歩きによる冒険に基いている。しかし、泳ぐことや、たまに空中を浮遊することもある。テレポーテーション、船や "Silt Striders" という名の巨大なノミのような生物の背中に乗って移動するような他種の輸送手段が、Vvardenfell 上のさまざまな入植地間へ移動するときの移動手段として有料で利用可能である。

## 開発
Elder Scrollsシリーズ三作目のタイトルは、もともとは Summerset Isles を舞台にし『Tribunal』と呼ばれるものだったが、『Daggerfall』の開発中に初めて着想を得た。『Daggerfall』のリリーズに続いてそれは、Bethesda が後に『Battlespire』で使用し Morrowind 地方を取り込んだ XnGine の SVGA バージョン用に構成されていた。ゲームは Vvardenfell の島よりも  Morrowind の地方全体を網羅する「スコープでは『Daggerfall』に非常に近い」ものにする予定だった。プレイヤーは Dunmer の5つの Great House すべてに加入することができる予定だった。ゲーム中にプレイヤーが感染する可能性がある Blight という病気は原動力となり、覚醒すると次第に都市を破壊するまでに拡大する仕様にする予定であった。最終的に当時の技術では非常に素晴らしいものだったオリジナルのデザインのスコープが決定した。Ken Rolston の言うところによれば、「私たちはそれに期待していない。私たちはこれに積極的に参加して失敗したくはない」と述べた。Bethesda が『Redguard』と『Battlespire』の開発を継続していたので、このプロジェクトは1997年にお蔵入りにされていたが、この期間にプロジェクトはデベロッパーの心の奥深くにとどまっていた。
1998年に『Redguard』の完成は、『Morrowind』プロジェクトの復帰をもたらした。その時、デベロッパー達は前のタイトルよりも古典的で叙事詩的な形態への回帰を支持者が切望していると感じていた。彼らの技術的能力と競合他社の技術力との間のギャップを見つけた結果がその間の成長につながり、Bethesda は、プロジェクトリーダーのトッド・ハワードに陣頭指揮をとらせ、それ自身に命を吹き込んで業界の最前線に復帰しようとした。XnGine は廃案になり、T&L (Transform, clipping, and lighting)  の能力と32ビットのテクスチャとスケルタルアニメーションがあるDirect3Dを原動力としたエンジンに置換された。販売促進キャンペーンの最中に、Bethesda は「突出した水のエフェクトの技術的可能性を示す存在」として NVIDIAの GeForce 4 のアナウンスに合わせて丹念にスクリーンショットをリリースした。
ゲームのスケールは前作の構想よりも大幅に縮小し Dagoth Ur と島の狭い地域に第一に焦点を当てている。ゲーム世界は『Redguard』を開発したチームによる方法で人口を増やした。それは、『Arena』や『Daggerfall』の乱数によるアルゴリズム的方法を使用して自動生成するよりも、ゲームのオブジェクトを手作りで丹念につくり上げるものである。2000年には、『Morrowind』は明確にシングルプレイヤーのゲームとなり、マルチプレイヤー拡張の可能性はなかった。Bethesda のマーケティングディレクターでPR担当の Pete Hines は、「ノー。リリースは不可能だ。三ヶ月後でもない。ノーノーノー。」と述べた。スケールを縮小したにもかかわらず、プロジェクトは大規模投資になった。チームの論拠によると、Bethesda はスタッフを3倍に増員し、ゲームスタッフが簡単にゲームのバランスをとり大きなものより小さな増加分の修正が容易にできる『The Elder Scrolls Construction Set』の開発に初年度を費やした。プロジェクトリーダーのトッド・ハワードによると、『Construction Set』は独特のゲームのタイプよりもむしろ拡張と変更の機能がある「ロールプレイング・オペレーティングシステム」の開発に対する共有の切望の結果として生まれたという。スタッフを増員したにもかかわらず、デザイナーの Ken Rolston は『Oblivion』と比較して『Morrowind』は後に小さなデザインチームだったと述べている。
2000年5月、Bethesda は最初のPC版リリース予定日を2001年後期に決定した。2001年5月5日、Bethesda は Microsoft の Xbox 版でも『Morrowind』を追加でリリースするために開発することをアナウンスした。プロジェクトは、同リリースによると、Bethesda がゲームコンソールに初めて取り組んでから Microsoft と一緒に活動するものになっていた。『Morrowind』は、E3 2001 でのベータビルドの一般公開のデモで大きな成果を上げた。同じベータビルドが他の展覧会用として『PC Gamer』のスタッフに向けて実演され、後の展覧会の対象として6月19日になってもオフィスに置かれていたが、その一方で別のテストビルドが平行して開発された。後の注文、例えば Electronics Boutique によるものは11月に日時が決まった。2001年10月10日、GameSpot は『Morrowind』のリリース日が2002年3月に遅れたことを報道した。10月12日、Bethesda のプレスリリースでは、3月の特定の日時に一致しない GameSpot の遅延の推測を裏付ける「2002年春」と発表された。当時は遅延の背後にある論拠がないにもかかわらず、デベロッパー Pete Hines はゲームのテストとバランス調整のために必要な遅延によるものとした。『Morrowind』のPC版は2002年4月23日に CDの生産に入り、北米で5月1日にリリースされたが、Xbox版はさらに遅延した。4月15日に、GameSpot はXbox版リリース日が5月になり、同月の初週にXbox版の「CD生産」日が予定されると示唆した。GameSpot の想定に反して、6月4日、Bethessa のプレスリリースではXbox版リリース日が6月7日に合わせられた。
2002年1月3日、Bethessa はゲームの販売は『Morrowind』と他8のBethesdaのゲームの欧州での販売の経営権を獲得したユービーアイソフトとアナウンスした。Ubisoft の管理下で、『Morrowind』の欧州リリースは二段階に起こった。マニュアルの翻訳物は同梱されているがゲームのテキストは翻訳されていない英語のままになっている「セミ・ローカライズされた」ゲームのバージョンが5月にリリースされた。双方のバージョンで完全にローカライズされたゲームのバージョンは8月にリリースされた。Ubisoft グループのブランドマネージャー Thomas Petersen は「並外れた課題」として「100万語以上の万物をフィーチャーしている」と翻訳の難しさを説明した。
スタンダードな業界の慣行を破って、Bethesda は BradyGames や Prima Games のようなサードパーティの出版社と契約するよりも、自社で攻略本を出版することを決定した。その決定は、外部の代理店よりも『Morrowind』のことをよくわかっていると信じている Bethesda のスタッフが持っていた信念に起因し、その印税以上に値するものは普通の見返りだった。Bethesda は著名なゲームジャーナリストで企業の支持者 Peter Olafson を雇い、彼らはリリース4ヶ月前の2002年1月に攻略本に取り組み始めた。完成した商品『Morrowind Prophecies Strategy Guide』は2003年9月4日に20万冊以上が売りだされた。ほとんどのサードパーティのゲーム販売企業のロイヤリティが約25%でまれに30%になるだけにもかかわらず、Bethesda は自活で70%の利益幅を成し遂げた。この成功にもかかわらず、Bethesda は Prima Games に『The Elder Scrolls IV: Oblivion』のリリースに向けて「オフィシャルな」ゲームガイドの出版を許可した。

## オーディオ
『Morrowind』のサウンドトラックは、以前のサウンドトラックがゲーム記事で称賛を得ていた Total Annihilation と Icewind Dale を作曲していたビデオゲームの作曲家ジェレミー・ソウルが作曲した。Bethesda のプレスリリースでは、ソウルは Elder Scrollsシリーズの「叙事詩のクオリティ」は「特に壮大なオーケストラの音楽スタイルと相性がいい」と述べた。
Bethesda のプレスリリースとは別に、『Morrowind』のサウンドトラックを批判する者がいた。GameSpot と GameSpy のゲームレビューでは、ゲームのサウンドトラックの長さが批判され、作品の全体的な品質が称賛された。GameSpot Greg Kasavin の言葉によると、「あなたが Morrowind を初めて起動すると、舞い上がる弦楽器ととどろく打楽器でいっぱいの印象的で感動的なテーマでもてなされる。あなたは再生中に曲をまさに毎回５分くらいずっとそれを聴き続ける。」ソウルはその問題を承知し、プレイヤーの耳を疲れさせない穏やかでミニマリズムの楽譜作りを選んだ。
Gamasutra の特集記事では、Scott B. Morton は曲自体を称賛しているが、『Morrowind』のサウンドトラックは感情を訴える仕掛けが少ししかないゲームプレイでは効果的に機能しないと断言した。『Morrowind』のサウンドトラックは戦闘のエンカウントのときのみ曲が切り替わるキューがある。Morton の見解では、ゲームのアクションに対応する変化の欠如、曲の長さ──『Morrowind』のサウンドトラックは約30分しかない──がゲームの世界からプレイヤーを長期間離脱させるという。Alexander Brandon は他の Gamasutra の特集記事で『Morrowind』のサウンドトラックを革新的な器楽編成法と称賛した。Brandon の意見では、シンセサイザーで作曲されたものと連動したオーケストラ的な要素の活用と Brandon が「『ボレロ』のテーマのアプローチ」と呼ぶものの活用は、「信じられないほどドラマチック」に感じるゲームのサウンドトラックを残すという。2003年2月、『Morrowind』は第6年次 Academy of Interactive Arts & Sciences の Interactive Achievement Awards で "Outstanding Achievement in Original Music Composition" (オリジナルの作曲での傑出した功績) の部門にノミネートされたが、『メダル・オブ・オナー 史上最大の作戦』に敗れた。
『Morrowind』は音声付きの会話もかなり取り込んでいる。この局面はゲーム雑誌でやや歓迎された。テレビドラマ『ワンダーウーマン』で著名なリンダ・カーターがゲームで Nordic 種族の声を担当するために Bethesda に奨励された。異邦人の方言で話す文化的に抑揚がつけられた声とダイアログボックスに表示される文法的に完璧な会話との違いを嫌う他者からの軽蔑があったにもかかわらず、『Morrowind』の種族特定の声の演技は数人のレビュワーから賛美を持って迎えられた。
| The Elder Scrolls III: Morrowind Original Soundtrack (Collector's Edition にバンドル済) |
| --- |
| Disc 1 (40:22) 1. Nerevar Rising - 1:56 2. Bright Spears, Dark Blood - 2:08 3. Over the Next Hill - 3:06 4. Knight's Charge - 2:07 5. Peaceful Waters - 3:07 6. Dance of Swords - 2:15 7. The Road Most Travelled - 3:17 8. Hunter's Pursuit - 2:20 9. Blessing of Vivec - 3:18 10. Ambush! - 2:35 11. Silt Sunrise - 3:13 12. Stormclouds on the Battlefield - 2:13 13. Shed Your Travails - 3:15 14. Drumbeat of the Dunmer - 2:05 15. Caprice - 3:27 |

## 評判と主な評価
『The Elder Scrolls III: Morrowind』は批評家に熱く迎えられた。行動範囲の広さ、その視覚の濃厚さ、そのデザインに上手く組み入れた自由に関してもっとも頻繁に祝辞が述べられた。賛辞と平行して、ゲームデザイナーが所々で技術的なミスを残したまま引き伸ばしすぎていること、あるレビュワーに "a resource pig" 「リソースの豚 」(pig とは「メモリーをたくさん食うソフトウェア」のスラング) と呼ばれるほど並のコンピュータで実行させるには非常に負荷がかかるゲームを作ったことに批判が寄せられた。1UP.com による回顧展では、『Morrowind』の世界の広さと終わりがない世界は、顧客を類似した体験ができる MMORPG に引き込んで、家庭用コンピュータでのシングルプレイヤーRPGの衰退を招くと示唆された。
これにもかかわらず、レビュワーは概してゲームの欠点はその長所と比較して小さなものと感じていた。IGN は「Morrowind は完璧ではなく、そのシステム要件は巨大だ。しかしその嗜みはどの制限にも勝る。」という結論をまとめた。GameSpot のレビューではよく似た要約で結論付けられた。「Morrowind にはおびただしい数の欠点がある…。しかし、それらは誰もが見て見ぬふりができるものばかりなので、すべて概して小さなものである…。それらから別の面で Morrowind がその多くの野心的な目的を満たしていることを見つけることができる。見事な眺めで無秩序に広がった完全に終わりのないゲームはまさにあなたに好きなことを何でもさせることができるプレイを可能にしている。」
『Morrowind』のゲーム環境は大きく非常に詳細で、とりわけ リアルタイムの天候エフェクト、昼夜サイクル、多種多様な動植物の生態があることが称賛された。Xbox Nation は低速化と移動時間やそれに起因するクエストの複雑さを批判したにもかかわらず、その「純然たるスコープ」としてゲームを褒め称え、ゲームの「最も大きなセールスポイント」としての側面を認めた。「包括的な」『Daggerfall』のデザインの本質とは対照的に、レビュワーは『Morrowind』のデザインが壮大で変化に富み驚くほど美しいことを見出した。GameSpot は「Morrowind の世界をただ単に探検することが Morrowind の長所だろう。」と述べた。
少し複雑で相互のスキルシステムはいくらかの例外を除き広く称賛された。IGN はマニュアルに載っているシステムの説明が不明瞭な点を見だしたが、バランスのよいクラスとすべてのプレイスタイルがうまく設計されていることを見いだした。GameSpot はシステムが明快で理に適っていることを見いだした。
それに反して、PC Gamer は他の機能以上に特権のある戦闘システムのバランスの悪さを見いだした。『Computer Gaming World』は両手用の武器よりも片手に武器と盾を持った組み合わせで戦闘をする方が優位になる無用なバグがあるシステムと感じていたが、自由で幅広いスキルセットと行動に依存したレベリングを高く評価した。GameSpy は「例えばバルダーズ・ゲートなどのようなダンジョンズ&ドラゴンズの世界のゲームセットと比較しても馬鹿馬鹿しく見えてしまうほど、他のゲームよりも非常に筋が通っている。」とシステムを猛烈に称賛した。『Morrowind』の戦闘システムはゲーム業界ではほとんど歓迎されなかった。GameSpot はそれをゲームの深刻な弱点と特徴付け、GameSpy はレビュー記事の大部分にその小さな不満を割いた。システムではその単純さを非難され、退屈な傾向にあった。
『Morrowind』に関する構成要素で、際立ってほぼ共通した批評を受けたものは
ゲームのジャーナルシステムであった。『Morrowind』では、プレイヤーは物語の筋の中でNPCとの会話や重大な進展があるときに、時々自動的に情報がアップデートされるジャーナルを持っている。このジャーナルの各エントリはすべて以前のエントリのに続いて追記される。IGN と GamePro はジャーナルの汎用インタフェースの相対的な使い勝手の良さを称賛したにもかかわらず、ジャーナルはほぼ全面的に非難された。ジャーナルは、すぐに「混乱する乱雑物」になり、クエストタイトルや完了レベルごとに編成する有用な方法もない「何百もの長いページ」になることがわかった。『Computer Gaming World』は単に「混乱の悪夢をいつまでもしつこく覚えている」機能と呼び、それをゲームの2つのもっとも重大な欠点の中の一つと呼んだ。一方、Bethesda は次に登場したの拡張 Tribunal でその苦情をある程度改善した。その結果、ジャーナルがクエストごとに編成されナビゲートが一層容易になった。
コンソール版を生産した Bethesda の最初のメジャータイトルであるにもかかわらず、『Morrowind』の Xbox版はゲーム業界では好評を博した。Xbox版では Mod を使用することができないことが不幸にも同情され、非ネイティブの解像度であったが、PC版のリリースと同様の美しさを持つ細部の質と終わりがない世界はXbox版のリリースの失敗を補った。『Morrowind』のXbox版リリースは非常によく売れ、初期のリリース後も年間でコンソール版トップ10の売り手商品の間でその地位を維持し続けた。当時は唯一『Halo: Combat Evolved』と互角であった。その決定的で商業的成功にもかかわらず、『Morrowind』はそのXboxリリースのどの end-of-year press awards を受賞しなかった。
2010年、IGN は "Top 100 Videogames Villains" (ビデオゲームの悪党トップ100) で Dagoth Ur を90位にランク付けした。

### 受賞
『Morrowind』は、読者投票で『Neverwinter』が34.9%を読者から支持されているのに対して『Morrowind』は24%というランキングで「ネヴァーウィンター・ナイツ」に敗れたにもかかわらず GameSpy の  PC RPG of the Year Award を受賞した。
『Morrowind』は IGN の RPG Vault の Game of the Year Award を、編集者と一般向けの形態両方で IGN の PC Roleplaying Game of the Year Award を、RPG Vault の Game of the Year Award 2002を受賞し、IGN の読者から Best Story に選ばれた。『Morrowind』は GameSpot のRPGコンペで『Neverwinter Nights』に敗れ、その会場で他の賞を受賞し損なった。楽曲のノミネーションに加えて、『Morrowind』は 2003 Interactive Achievement Awards で "Computer Role-Playing Game of the Year" の部門にノミネートされたが、再び『Neverwinter Nights』に敗れた。2003年9月、『Morrowind』は、GameSpy の "25 Most Overrated Games" (25のもっとも過大評価されたゲーム) のリストで、「バグの多い、何度もくどくどと繰り返す退屈なゲームプレイ」として21位のランクというありがたくない名誉を受け取った

## Mod
『Morrowind』のデベロッパー、Bethesda Softworks はゲーマーに、Modder が さまざまな種族、Sign、能力、スキルを作成、編集できる、『The Elder Scrolls Construction Set』のような多様なmod作成ツールを提供している。これにより、ユーザーが望む強くて素早いキャラクターを作って、プレイヤーがゲームのメカニクス上では通常は不可能な体験をある程度可能にすることができる。
『Morrowind』はゲームのPC版に同梱されているソフトウェア『Elder Scrolls Construction Set』を使用してプラグイン (Modification あるいは単にmodとも呼ばれている) によって能力を変更できる。これらのプラグインは通例は簡単にインストールでき、ゲームにあるほぼすべてのものを変更することができる。プラグインには、新しいクリーチャー、武器、防具、クエスト、人、プレイ可能な種族、 イースターエッグ、店、プレイヤーの持ち家、都市、規模が拡大した町、物語を進行させる新しい会話を追加、あるいはこれらの一部またはすべてを含めた陸塊全体の変更すら可能である。他には非常に強力な「神のアイテム」を創って便利な場所に配備することができる。Modで光源、3Dモデル、色、テクスチャのようなゲームのグラフィカルな外観を変更または拡張することもできる。"Siege at Firemoth" のような Bethesda が制作した公式 mod も公式サイトで入手することができる。

## 拡張とコンピレーション

### 『Tribunal』
『The Elder Scrolls III: Tribunal』は2002年9月2日にアナウンスされ、PC版限定でリリースが予定され11月1日にCD生産に入り、11月6日に鳴り物入りの宣伝もほとんどなくリリースされた。『Tribunal』は、 Morrowind 地方の首都で必要なものをすべて完備した壁に囲まれた Mournhold という新しい町をプレイヤーに提供した。この町は『Morrowind』の陸塊 Vvardenfell とは繋がっていないためにプレイヤーはテレポートで移動しなければならない。そのストーリー展開では Tribunal の神々の話が続く。
拡張を生産する選択には、主として『Morrowind』のリリースの成功の他に、The Elder Scrollsシリーズのゲームがプレイヤーがやりたい新しいことをするに値する体験を進行させる全体的な雰囲気が端を発している。『Morrowind』の出荷後直ちにゲームの開発が始まった。デベロッパーには、ゲームのリリースまでほんの5ヶ月の開発サイクルしかなかった。業界としては極めて高速なサイクルであった。一方では、先の『Construction Set』の存在が、チームが「コンテンツやフィーチャーを適切な位置に極めて素早く追加できるツールをすでに持っている」こと意味した。
はっきりとしたインタフェースの改良と、『Morrowind』のジャーナルシステムのオーバーホールは、『Tribunal』のリリースの重要なゴールのうちであった。新しいジャーナルはプレイヤーが進行中のクエストや完了したクエストを一つ一つの分類でき、オリジナル版ではすべてのクエストが単一の時系列の流れに入ってごた混ぜになった混乱を減らした。不完全なシステムの実装の批判やシステムが未だに「少し扱いにくい」という批判があったが、ゲームのレビュワーはこの変更に満足した。
『Tribunal』のレビューは『Morrowind』のときよりも少なめだったが、全体的に肯定的だった。レビュー集積サイトでの評価はどちらかといえばゲームに好意的で、Metacriticではスコアは80、GameRankings ではスコアは82であった。ほとんどの批評家は、肯定否定両面のある批評を与えたプレイエリアの合計サイズの減少という変化に相まって一直線の体験にコメントした。GameSpot はその変化を不機嫌に「Tribunal という拡張はあなたの冒険を Mournhold という町の比較的小さな舞台に閉じ込める。」と報道し、しかもこ変化を踏まえると「Tribunal は『Morrowind』を強力にアピールするほどのフィーチャーの多くを持っていない」と報道した。IGN は「あなたはまれに自分がやっていることやなぜ自分がそうするのかという理由を見失う」と述べたが、ゲームが一部のプレイヤーにとって「わかりやすく」なり、「他の世界の人々との付き合いの不足がずいぶんと減る。」という事実があると述べた。RPGamer はそれに反して、この変化にはっきりと次のように理解を示した。「Bethesda は…2つの最も難しい趣きのある Morrowind の欠陥──絶えず続く虚無感と味気ない屋外の風景──を、Mournhold の町の中でひたすら起こる物語によってきちんと回避した…この細かくぎっしり詰まったフィールドをプレイすることは、あらゆる小さなものに確実に注意を向けることができる。」

### 『Bloodmoon』
『The Elder Scrolls III: Bloodmoon』は2003年2月14日にアナウンスされ、同年5月にリリースが予定され、5月23日にCDの生産に入り、6月6日にリリースされた。 Bethesda 2002年11月に、『Tribunal』のリリースの直後にこの拡張に取り組み始めた。『Bloodmoon』は カバーしているエリアと作成された内容についていえば『Tribunal』よりも大きな拡張である。『Bloodmoon』では、Vvardenfell の北西に位置する Solstheim の自然の島をゲームのメインマップに取り込んで拡張している。この島では極寒の北方のツンドラで森が点在し、背が低いがタフな Riekling のような多くの新種のクリーチャーが登場する。これらの追加物は、『Tribunal』の直線性と監禁状態とは対照的に、オリジナルの「終わりのないゲームプレイ」と「フリーフォームの探検」への回帰を特徴付けている。レビュー集積サイトの評価はこの場合もやはり一般に肯定的で、Metacritic は85のスコア、GameRankings は83のスコアであった。
『Bloodmoon』の重要なセールスポイントの一つは『Daggerfall』に含まれていた機能だが『Morrowind』にはなかったウェアウルフの復帰であった。ゲームのリリース初期の予告編の広告では、ほとんどのプレイヤーがその機能をよく知らないことからほぼ「イースターエッグ」であった『Morrowind』の Vampirism と対比してこのウェアウルフが著しく特集された。プレイヤーはライカンスロピィの病気 "Sanies Lupinus" に感染して3日間治療せずに過ごすことでウェアウルフになる。病気が完全に溶け込むと、プレイヤーは太陰周期に関係なく毎晩ウェアウルフに変身する。ウェアウルフになると能力が増大するが、『Daggerfall』のライカンスロピィで提供された大きなボーナスと比べて Strength は減少している。レビュワーの中にはこの追加を待ち望んだ挑戦と感じていたが、他のレビュワーはこの追加をフラストレーションを引き起こすような不完全な実装と考えた。

### 『Game of the Year Edition』
『The Elder Scrolls III: Morrowind Game of the Year Edition』は2003年5月12日にアナウンスされ、同年10月31日にリリースされた。このパッケージには『Tribunal』と『Bloodmoon』の拡張両方がPC版でのみ利用可能なパッチと一緒にまとめられ、以前はXboxの所有者が入手できなかった、PCとXboxプラットフォーム両方で単一のパッケージとして提供された。Bethesda の『Bloodmoon』と『Tribunal』に含まれた改良されたジャーナルと『Morrowind』のオリジナルリリースの最新パッチ適用版は、Xboxバージョンでは欠けていた。レビュワーはその欠落に否定的な反応を示した。それにもかかわらず、GOTY セットに関するレビューは、全体的に以前の全リリースよりももっと肯定的だった。Metacritic はゲームに89のスコアを与え、GameRankings に88のスコアを与えた。『PC Gamer』は "PC Gamer Presents" にこのバージョンの情報を再公開した。